# Tampiconus
Tampiconus is een geslacht van hooiwagens uit de familie Stygnopsidae.
De wetenschappelijke naam Tampiconus is voor het eerst geldig gepubliceerd door Roewer in 1949. 

## Soorten
Tampiconus is monotypisch en omvat slechts de volgende soort:
- Tampiconus philippii